# San Lorenzo Mártir (Cauca)
El Glorioso Mártir San Lorenzo, comúnmente denominado como San Lorenzo Mártir, es una escultura de tipo religioso dedicada al culto católico romano. Representa al diácono y mártir hispano-romano Lorenzo de Roma que vivió y murió durante el trascurso de la persecución romana decretado por mandato del emperador Valeriano. 
La imagen del santo mártir se la venera desde su aparición hasta la actualidad en el santuario dedicado en su honor en el centro del Corregimiento de San Lorenzo, municipio de Bolívar en pleno corazón del Macizo Colombiano en el departamento del Cauca. 

## Historia

### Breve historia de San Lorenzo
Lorenzo que en latín (Laurentius) significa Laureado, nació el 6 de diciembre del año 225 en Huesca, Hispania, Imperio Romano, fue hijo de Orencio y Paciencia de Huesca. Ya en su juventud fue designado como uno de los siete diáconos regionarios de Roma por el papa San Sixto II en el 257.
Desde que el emperador Valeriano expidiera un edicto de prohibición y persecución al cristianismo, varias personalidades de la iglesia católica fueron pereciendo entre terribles castigos, por lo que el miedo y la prudencia obligaban a realizar las celebraciones litúrgicas en secreto.
Según cuenta San Ambrosio de Milán, durante una eucaristía secreta realizada por Sixto II, este fue arrestado por el ejército romano y apresado, se dice que posteriormente Lorenzo se encontró con el papa Sixto en el camino de éste al martirio, y que le preguntó: «¿Adónde vas, querido padre, sin tu hijo? ¿Adónde te apresuras, santo padre, sin tu diácono? Nunca antes montaste el altar de sacrificios sin tu sirviente, ¿y ahora deseas hacerlo sin mí?». Entonces el papa profetizó: «En tres días tú me seguirás».

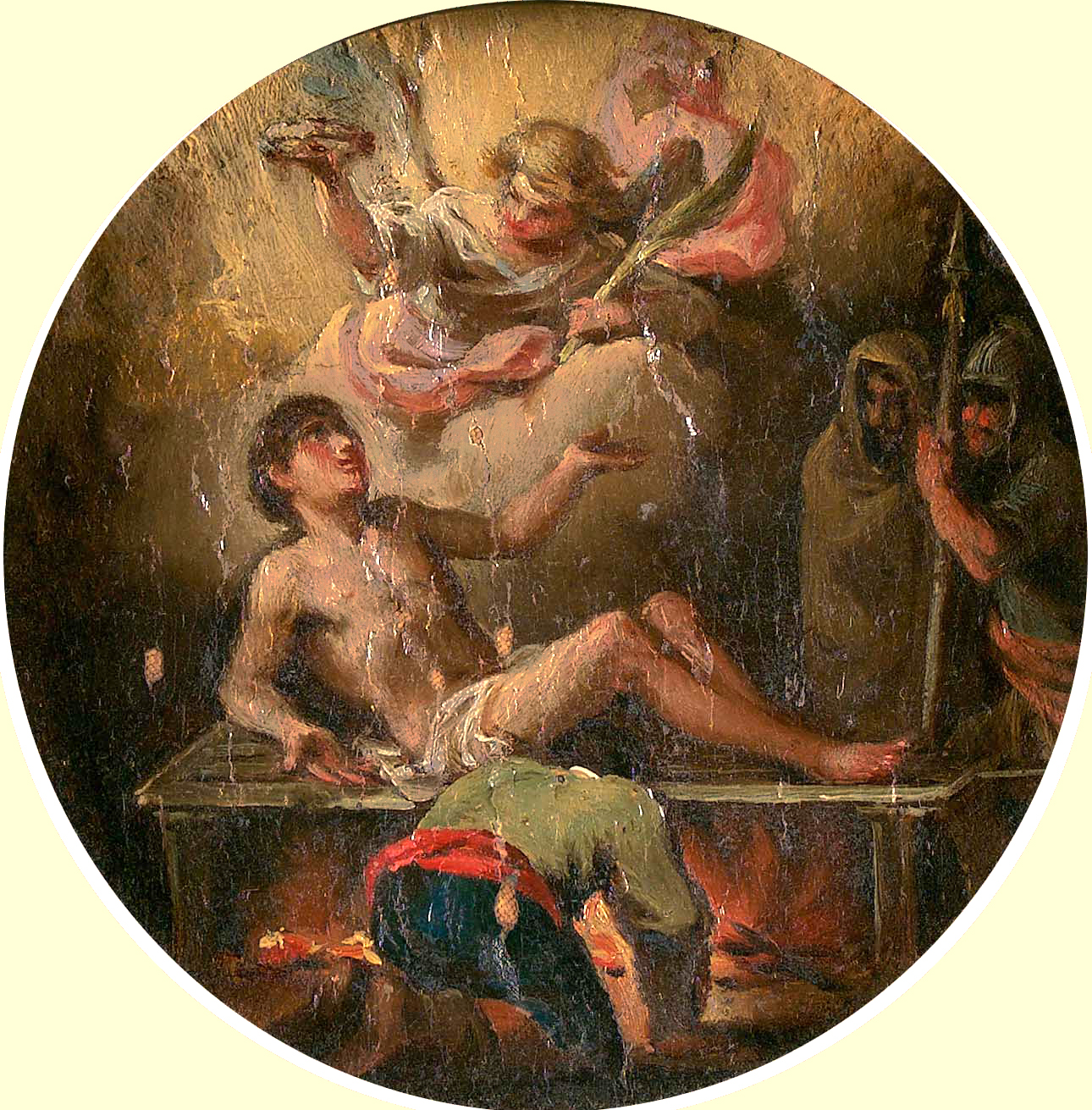
Martirio de San Lorenzo (11 cm de diámetro), obra juvenil de Goya.

Tras el martirio del papa San Sixto II el 6 de agosto del 258,se le encargó a Lorenzo la custodia de los bienes de la iglesia, por lo que este lo repartió todo a los pobres, pero al ser interrogado por las autoridades por aquellas riquezas, este les presentó a los mendigos y necesitados de la ciudad, exclamando: ''Estos son los verdaderos tesoros de la iglesia'', respondiéndole el prefecto entonces le dijo: «Osas burlarte de Roma y del Emperador, y perecerás. Pero no creas que morirás en un instante, lo harás lentamente y soportando el mayor dolor de tu vida».
Lorenzo fue quemado vivo en una hoguera, concretamente sobre una parrilla, cerca del Campo de Verano, en Roma. La leyenda afirma que en medio del martirio, dijo: «Assum est, inqüit, versa et manduca» (traducido: ‘Asado está, parece, gíralo y cómelo’). El santo falleció en la tarde del día 10 de agosto del año 258,recibiendo así la corona del martirio cuatro días después del papa Sixto II.. Lorenzo fue enterrado en la Vía Tiburtina, en las catacumbas de Ciriaca, por Hipólito de Roma y el presbítero Justino. Su nombre se atestigua en los calendarios litúrgicos más antiguos: la Depositio martyrum del año 354 y el Martirologio jeronimiano del siglo V.

### Aparición
Un cierto día durante el verano del año 1826, a 20 km al sur de ese entonces pueblo de El Trapiche (hoy Bolívar) y al costado septentrional del cañón del río Sambingo, en el lugar de La Loma, hoy conocido como Pueblo Viejo, mientras unos campesinos limpiaban unos rastrojos se encuentran con sorpresa sobre un palo de árbol de naranjas, la imagen del Glorioso Mártir San Lorenzo, al quien el pueblo le concedió el título de ''El Remanecido''.
La gente sencilla le levanta una sencilla choza pajilla en el lugar de su aparición como capilla para venerarlo y recibir la cantidad de favores mediados por la intercesión del santo ante Dios, que con tanto cariño y tanta fe le piden sus devotos.  

### Fundación del pueblo
Se cuenta que los primeros pobladores del sector de La Loma, fueron procedentes de San Luis de Almaguer que arribaron al lugar hacia las décadas de 1780. Se dice que primer poblador que llegó fue don Floro Meneses junto a su esposa e hijos, quienes se establecieron en una choza construida por ellos mismos. Posteriormente los demás pobladores que se establecieron en el sitio se dedicaron a la agricultura y cultivos de la yuca, guineo, maíz y arracacha.

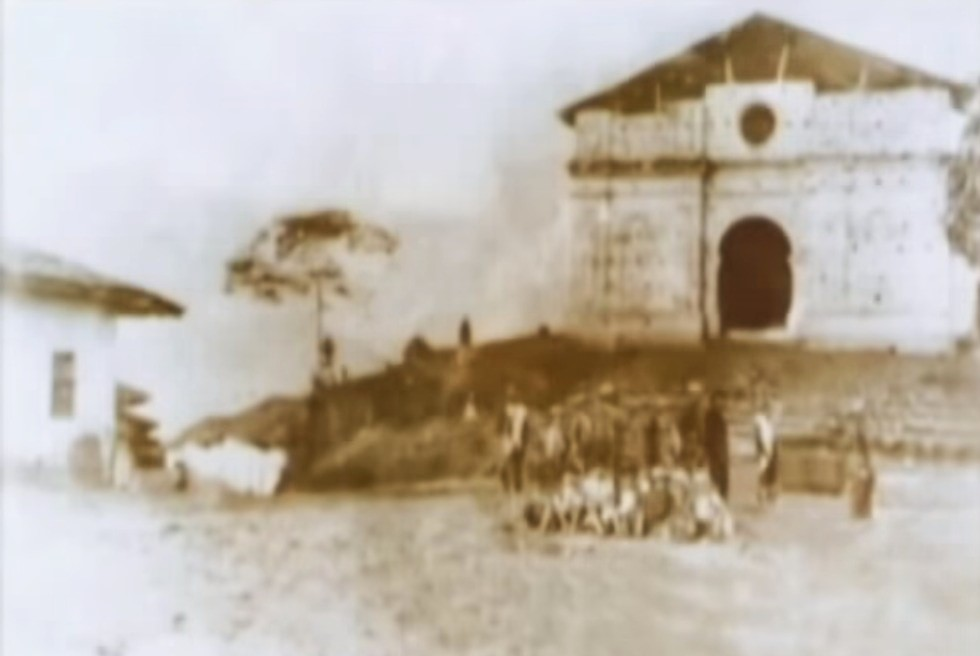
Construcción de la parroquia de San Lorenzo, mitad del siglo XX

Tras la aparición de San Lorenzo, se cuenta el primero y uno de los más conocidos milagros que se le atribuyen al santo, el cual narra que durante una de las denominadas ''Quema de Rocerías'' en las que los rastrojos se les prende fuego para consumirlos y preparar a la tierra para una nueva cosecha, accidentalmente por los vientos de aquella época, se genera un incendio catastrófico que arrasa varias viviendas y cultivos, ante esta situación los pobladores acuden al diácono mártir que según lo cuentan, se apagaron las llamas y el fuego cesó. Ante semejante favor recibido, se lo nombró como patrón de un nuevo pueblo que fue fundado más arriba de La Loma, en la cima de la montaña para mejor posición.
El poblado se fundó con el nombre de San Lorenzo en honor y agradecimiento a su patrón, por lo que en el año 1855 se colocó la primera piedra del actual templo parroquia, fecha que es considerada como la segunda fundación del corregimiento. A partir de 1940 se iniciaron las obras de construcción de la nave y las torres del santuario que estuvieron bajo la dirección del maestro ecuatoriano Justo Parra.

## Características
El Glorioso Mártir San Lorenzo es una imagen de dimensiones reducidas tallada en madera policromada, presenta al diácono de pie sobre una peana que tiene una plaza con el año de su aparición, lleva puesto un vestido blanco sobre la cual tiene una dalmática de color rojo vinotinto con detalles dorados, en sus manos sostiene una palma, la cual es símbolo de su martirio y en la otra posee su parrilla dorada sobre la cual fue quemado vivo. Sobre su cabeza tiene una aureola de rayos de oro.
El santo es conocido tanto por su ''temperamento'' como por su fama de milagroso,por lo que es respetado y en ocasiones temido, siendo tratado con seriedad cuando se le piden favores, ante lo cual no se tarda mucho en obtenerlo.

## Fiesta patronal
Su solemnidad se celebra todos los años cada 10 de agosto,los festejos se inician desde el 1 de agosto con la novena, en la que también se realizan procesiones, rogativas, quema de fuegos pirotécnicos y muestras culturales por parte de cada barrio y vereda del corregimiento, aunque igualmente hacen parte activa de las celebraciones las colonias de habitantes del pueblo asentados en la cabecera municipal Bolívar (donde su fiesta y novenario son realizados en la Iglesia de la Santísima Trinidad) o en Popayán (donde su fiesta y novena son realizados en la Capilla de María Auxiliadora al sur del Centro Histórico de la ciudad).
El día noveno, el 9 de agosto por la noche de vísperas se realiza la quema del denominado ''Castillo'' en el Parque Central al frente del Santuario que es una torre de fuegos pirotécnicos (que es muy tradicional en el sur del Cauca para las fiestas patronales) y mientras esta arde, la pirotecnia da varios espectáculos visuales que develan al final la imagen de San Lorenzo, un acto presenciado tanto por propios como turistas.
El 10 de agosto, el día litúrgico de su solemnidad, se suele realizar eucaristías desde la mañana hasta la tarde en homenaje al Glorioso Mártir San Lorenzo en su majestuoso santuario, con gran concurrencia de peregrinos del Cauca, Nariño, Huila y muchos otros lugares de Colombia e inclusive del Ecuador.